# Charge de vent
La charge de vent est l'une des actions changeantes liées au climat sur un ouvrage de construction ou ses éléments (de). Elle résulte de la répartition de la pression autour d'une structure exposée au vent.
La charge de vent agit généralement comme une charge surfacique (de) perpendiculaire à la surface d'attaque et est principalement constituée d'effets de pression et de succion. Dans un bâtiment, une surpression (de) (pression du vent (de)) se produit en raison du ralentissement de l'écoulement sur les surfaces exposées au flux frontal. Au niveau du toit et des surfaces latérales, le flux d'air se sépare des bords du bâtiment et provoque une dépression (aspiration du vent (de)). Le vortex de sillage (de) crée également une pression négative à l’arrière du bâtiment.
| Françasi           | anglais | allemand              |
| ------------------ | ------- | --------------------- |
| Pression dynamique |         | Geschwindigkeitsdruck |
| Surpression        |         | Überdruck             |
| Vortex de sillage  |         |                       |

## Charge de vent statique
Dans les normes, les charges de vent sont converties en valeurs de calcul pour déterminer la sécurité de la structure (de). En raison des fortes fluctuations temporelles et spatiales, le caractère stochastique prononcé est pris en compte.

### Emplacement
L'emplacement, le climat éolien et la topographie locales ont une influence significative sur l'ampleur des charges de vent.

#### Climat éolien
Le climat éolien, par exemple, est enregistré dans les normes Eurocode 1 (EN 1991-1-4) ou DIN 1055-4 par une carte des zones de vent, qui montre les vitesses de vent (de) pertinentes moyennées dans le temps pour différentes régions géographiques.
| Zones de vent selon DIN 1055-4:2005-03 |                                                                                       |                                                                                               |
| Zone de vent                           | Vitesse du vent {\displaystyle v_{\text{ref}}\,\left[\mathrm {\tfrac {m}{s}} \right]} | pression dynamique {\displaystyle q_{\text{ref}}\,\left[\mathrm {\tfrac {kN}{m^{2}}} \right]} |
| 1                                      | 22,5                                                                                  | 0,32                                                                                          |
| 2                                      | 25,0                                                                                  | 0,39                                                                                          |
| 3                                      | 27,5                                                                                  | 0,47                                                                                          |
| 4                                      | 30,0                                                                                  | 0,56                                                                                          |

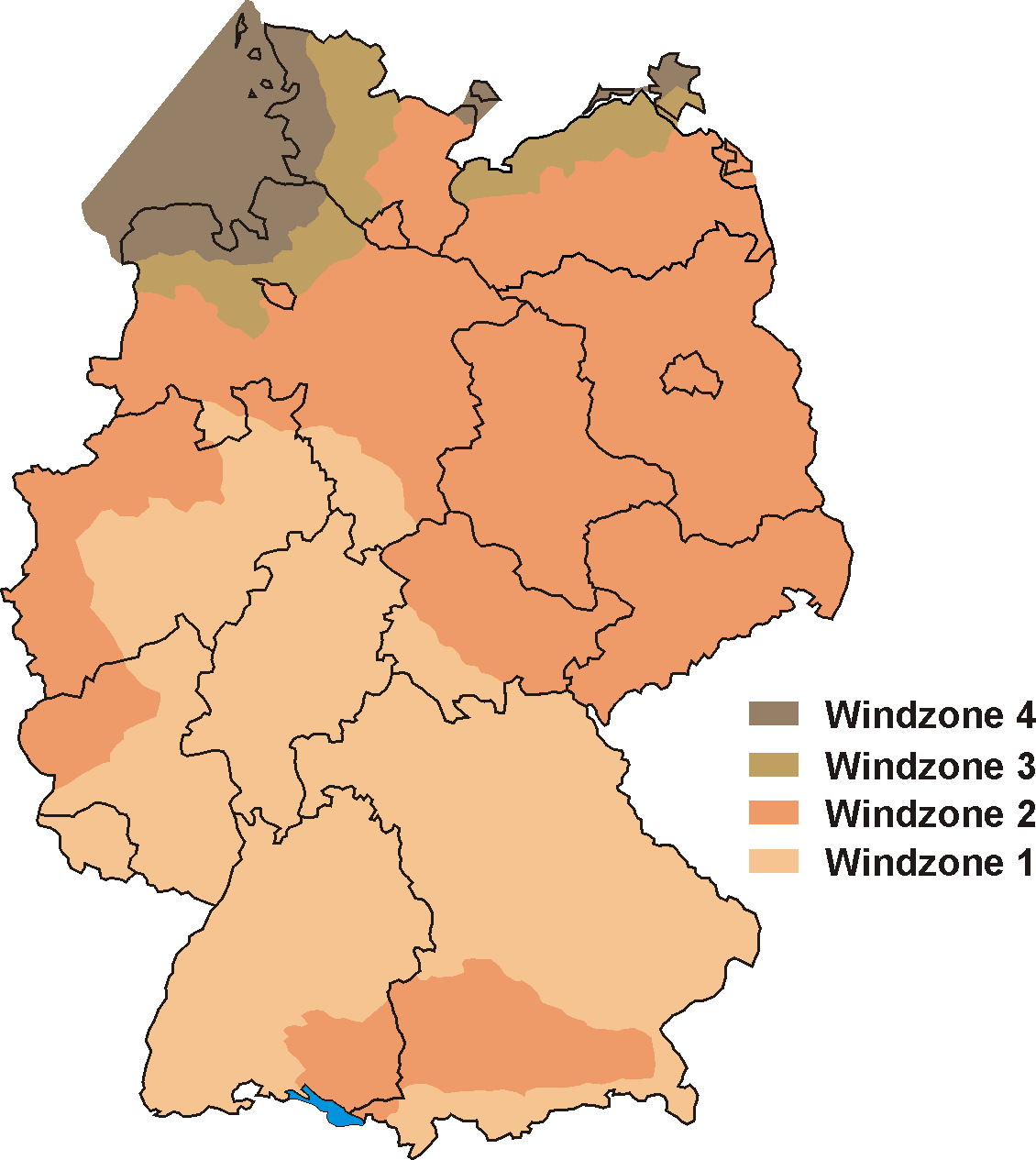
Zones de vent en Allemagne

Les valeurs sont valables pour une moyenne sur une période de 10 minutes avec une probabilité de dépassement dans un délai d'un an de 0,02 et pour une altitude de 10 m au dessus du sol en terrain plat et découvert ; Dans le cas de bâtiments très élevés, la vitesse du vent doit être adaptée en conséquence.
La contre-pression de référence {\displaystyle q_{\text{ref}}} est déterminé à partir de la valeur de base de la vitesse du vent de référence {\displaystyle v_{\text{ref}}} à 10 m de hauteur avec une densité de l'air {\displaystyle \rho =1{,}25\,\mathrm {\tfrac {kg}{m^{3}}} } :
{\displaystyle q_{\text{ref}}={\frac {\rho }{2}}\cdot v_{\text{ref}}^{2}} (voir la formule de l'énergie cinétique)
ou comme une équation aux grandeurs (de) avec {\displaystyle v_{\text{ref}}} dans {\displaystyle \mathrm {\tfrac {m}{s}} } et {\displaystyle q_{\text{ref}}} dans {\displaystyle \mathrm {\tfrac {kN}{m^{2}}} } :
{\displaystyle q_{\text{ref}}={\frac {v_{\text{ref}}^{2}}{1600}}}

#### Topographie
La topographie et la nature du terrain entourant le chantier sont enregistrées dans les normes par catégories de terrain.

### Géométrie du bâtiment

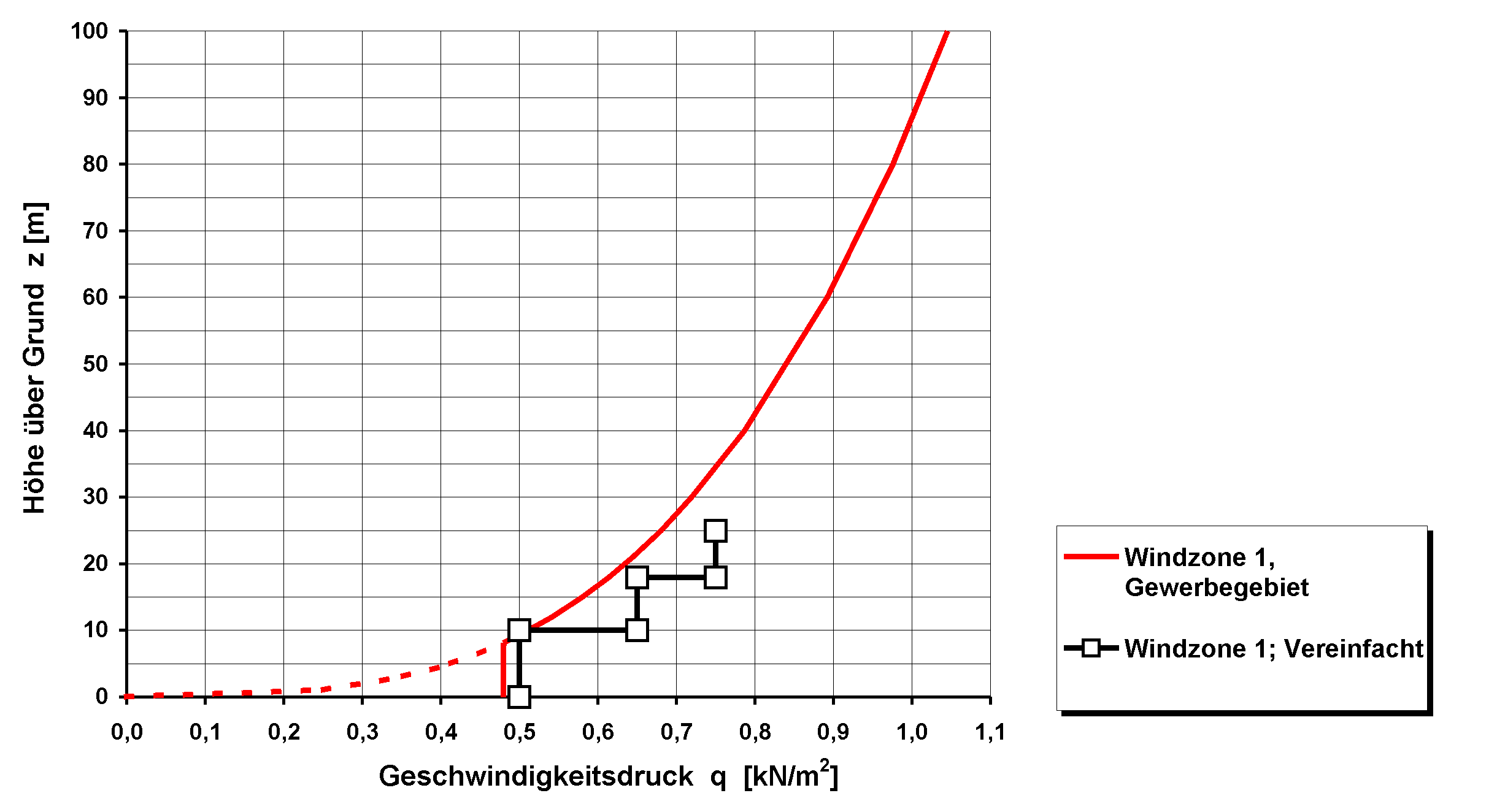
Pression dynamique selon la hauteur selon DIN 1055-4:2005-03

D'autres facteurs d'influence importants découlent de la géométrie du bâtiment ou de l'élément.
La vitesses de vent (de) à la surface de la Terre est pratiquement nulle et augmente avec l'éloignement de la surface de la Terre, c'est-à-dire avec la hauteur du bâtiment (de). Pour les cas simples, la pression dynamique {\displaystyle q}pour des hauteurs de bâtiment allant jusqu'à 25 mètres est compilée dans le tableau 2 de la norme DIN 1055-4.
En plus de la hauteur du bâtiment, la forme géométrique influence l'ampleur des forces de pression et de succion, qui est prise en compte avec les coefficients aérodynamiques (voir énergie éolienne).
S'il n'y a pas de valeurs empiriques (de) documentées dans les normes, le paramètre de géométrie du bâtiment peut être enregistré par des essais en soufflerie, éventuellement ainsi que l'influence du développement local.

### Énergie éolienne
La force du vent qui en résulte sur une structure ou un composant résulte du produit de la Pression dynamique et de la charge de vent, des zones de construction et des coefficients de force aérodynamique.
Ces coefficients de force peuvent théoriquement être au maximum de +1,0 pour la pression (La vitesse du vent devant la zone affectée par le flux est nulle), mais fluctuent généralement entre +0,6 et +0,8 ; Les coefficients de force d'aspiration ne sont pas physiquement limités en ampleur et peuvent être localement de −2,0 ou moins au niveau des bords du toit, par exemple. Les forces d'aspiration, en particulier, sont généralement responsables des dommages causés aux structures par le vent.
Par exemple, les écrans antibruit en Allemagne doivent être calculés selon les spécifications des autorités chargées de la construction routière (de) pour une charge de vent ou une pression dynamique d'au moins {\displaystyle 1{,}45\,\mathrm {\tfrac {kN}{m^{2}}} }, ce qui correspond clairement à une masse surfacique de {\displaystyle 145\,\mathrm {\tfrac {kg}{m^{2}}} }.

## Oscillations induites par le vent
Les charges de vent spécifiées dans les normes sont des charges statiques équivalentes pour les structures rigides.
Dans le cas de structures souples telles que les ponts suspendus, une interaction dynamique sous forme de vibrations peut se produire entre le vent et la structure (pont du détroit de Tacoma de 1940). Des essais en soufflerie sont généralement nécessaires pour enregistrer correctement l'action du vent sur la structure.